# Tibiran-Jaunac
Tibiran-Jaunac är en kommun i departementet Hautes-Pyrénées i regionen Occitanien i sydvästra Frankrike. Kommunen ligger i kantonen Saint-Laurent-de-Neste som tillhör arrondissementet Bagnères-de-Bigorre. År 2022 hade Tibiran-Jaunac 330 invånare.

## Befolkningsutveckling
Antalet invånare i kommunen Tibiran-Jaunac
| Referens: INSEE |